# Campeonato Amapaense de Futebol Feminino de 2020
O Campeonato Amapaense Feminino de 2020 foi a décima terceira edição deste evento esportivo, principal torneio estadual de futebol feminino organizado pela Federação Amapaense de Futebol (FAF).
O campeonato começou a ser disputado no dia 20 de outubro e terminou em 8 de dezembro. Nesta edição, o Oratório sagrou-se campeão pela oitava vez, vencendo a decisão contra o Macapá na cobrança de pênaltis.

## Formato e participantes
O regulamento do Campeonato Amapaense Feminino consistiu em três fases: na primeira, as cinco agremiações participantes se enfrentaram em pontos corridos em turno único, classificando os quatro melhor colocados. Nas semifinais, dois embates eliminatórios foram formados conforme o cruzamento olímpico. Os vencedores se qualificaram para a decisão em jogo único. Os cinco participantes foram:
| Equipe      | Cidade  | Títulos                                       |
| ----------- | ------- | --------------------------------------------- |
| Macapá      | Macapá  | —                                             |
| Oratório    | Macapá  | 7 (2009, 2010, 2011, 2015, 2016, 2018 e 2019) |
| Santana     | Santana | 1 (2017)                                      |
| Trem        | Macapá  | —                                             |
| Ypiranga-AP | Macapá  | —                                             |

## Resultados

### Fases finais
|  | Semifinais                     | Semifinais |       |  | Final                          | Final |  |
|  |                                |            |       |  |                                |       |  |
|  | Milton de Souza Corrêa, Macapá |            |       |  |                                |       |  |
|  | Oratório                       | 8          |       |  |                                |       |  |
|  | Ypiranga-AP                    | 0          |       |  |                                |       |  |
|  |                                |            |       |  |                                |       |  |
|  |                                |            |       |  | Milton de Souza Corrêa, Macapá |       |  |
|  |                                |            |       |  | Oratório (p.)                  | 0 (4) |  |
|  |                                | Macapá     | 0 (3) |  |                                |       |  |
|  |                                |            |       |  |                                |       |  |
|  |                                |            |       |  |                                |       |  |
|  |                                |            |       |  |                                |       |  |
|  | Milton de Souza Corrêa, Macapá |            |       |  |                                |       |  |
|  | Macapá                         | 3          |       |  |                                |       |  |
|  | Trem                           | 2          |       |  |                                |       |  |

## Paralisação
Em 5 de novembro, o campeonato foi suspenso pela Federação Amapaense de Futebol (FAF) devido ao decreto estadual que suspendia as atividades esportivas, devido ao aumento de casos de COVID-19 e ao apagão energético que ocorria no estado. O torneio voltou no dia 23 do mesmo mês, quando a FAF decidiu retomar a competição, mesmo sem a volta completa da energia elétrica no estado, resultando na transferência de todas as partidas para o período da tarde.